# Piero Giorgetti
Piero Giorgetti (Livorno, 19 gennaio 1932 – Milano, 16 gennaio 1996) è stato un cantautore e contrabbassista italiano.

## Biografia
Dopo l'esperienza in night club italiani, diventa noto al fianco di Renato Carosone dal 1954 fino al suo ritiro nel 1959. Nelle frequenti tournée con il complesso di Renato Carosone si esibisce in numerosi teatri internazionali, con concerti anche alla Carnegie Hall di New York e all'Olympia di Parigi.
Successivamente costituisce una sua orchestra (il cui chitarrista era Rinaldo Prandoni) e prosegue una carriera discografica e concertistica, prima di fermarsi per 15 anni negli Emirati Arabi Uniti, dove conosce il trombettista e musicista Andrea Barbara, con cui suona un repertorio costituito da standard e jazz commerciale: tra i successi in comune il brano Tenderly.
In occasione di una tournée a Tripoli si esibisce nel locale "Ghuadan" con Ornella Vanoni. Nel 1960 la sua interpretazione di Marina entra in Hit Parade; nello stesso anno partecipa alla Sei giorni della canzone con il brano Baciami.
Nel 1961 incide i brani 'Na musica e Notte 'ncantata, partecipanti al "Giugno della Canzone napoletana".
L'ultimo 45 giri pubblicato esce nel 1969 (Il comizio).
Ha collaborato come autore di testi con Claudio Villa e Sergio Endrigo.

## Discografia parziale

### EP
- 1960: La voce che scotta (Stereo, AS 70.002)

### Singoli
- 1960: Marina/Never Forget Me (Stereo, AS 60.017)
- 1961: 'Na musica/Notte 'ncantata (Carosello, CI 20033)
- 1961: Crudelia De Mon/Intorno al camino (Carosello, CI 20051)
- 1961: Vola colomba/Nun si stata tu (Carosello, CI 20052; solo lato B, sul lato A Berto)
- 1962: Nun si' stata tu/Premier bal (Carosello, CI 20067)
- 1965: Cam caminì/Come si fa a non volerti bene (Carosello, CI 20146)
- 1964: America - Ti aspetto alla Malpensa (Carosello, CI 20116)